# De Cecco
De Cecco es un empresa italiana que produce pasta, harina y otros productos alimenticios.

## La historia
La empresa fue fundada en 1886 por los hermanos De Cecco  en la pequeña ciudad de Fara San Martino, en los Abruzos, región del centro de Italia. Nicola De Cecco, fabricaba harina en su molino de piedra antes de fundar la fábrica de pasta.
En 1908, la compañía adoptó como marca registrada una campesina sosteniendo gavillas de trigo. Después de la Segunda Guerra Mundial la fábrica tuvo que ser reconstruida tras ser destruida por un bombardeo alemán. En 1950 De Cecco inauguró una nueva fábrica en Pescara para satisfacer la creciente demanda de la posguerra. En 1980, se inauguró una nueva planta de producción en Fara San Martino, doblando su producción. En 1986, la compañía comenzó a diversificar su oferta mediante la creación de una marca de aceite de oliva. Desde entonces De Cecco ha ampliado su oferta a salsas, cereales y productos a base de tomate.
A fecha 2013, De Cecco es el tercer mayor productor de pasta del mundo, después de Barilla y Pastificio Lucio Garofalo.